# Gouvernement Miettunen II
République de Finlande
Liinamaa Miettunen III
Le gouvernement Miettunen II est le 58ème gouvernement de la République de Finlande,.
Le gouvernement a siégé 305 jours du 30 novembre 1975 au 29 septembre 1976. 
Le Premier ministre est Martti Miettunen. 

## Composition
Le gouvernement est composé des ministres suivants:
| Ministre                                                                                     | Période                                      | Parti | Parti                   |
| -------------------------------------------------------------------------------------------- | -------------------------------------------- | ----- | ----------------------- |
| Premier ministre Martti Miettunen                                                            | 30.11.1975 - 29.9.1976                       |       | Parti du centre         |
| Ministre des Affaires étrangères Kalevi Sorsa                                                | 30.11.1975 - 29.9.1976                       |       | SDP                     |
| Vice-Premier ministre Reino Karpola                                                          | 30.11.1975 - 29.9.1976                       |       | Parti du centre         |
| Ministre des Affaires étrangères Vice-ministre du commerce et de l'industrie Sakari T. Lehto | 2.12.1975 - 29.9.1976                        |       | Ammattiministeri        |
| Ministre de la Justice Kristian Gestrin                                                      | 30.11.1975 - 29.9.1976                       |       | RKP                     |
| Ministre de l'Intérieur Paavo Tiilikainen                                                    | 30.11.1975 - 29.9.1976                       |       | SDP                     |
| Vice-ministre de l'Intérieur Olavi Hänninen Arvo Hautala                                     | 30.11.1975 - 29.6.1976 29.6.1976 - 29.9.1976 |       | SKDL                    |
| Ministre de la Défense Ingvar S. Melin                                                       | 30.11.1975 - 29.9.1976                       |       | RKP                     |
| Ministre des Finances Paul Paavela                                                           | 30.11.1975 - 29.9.1976                       |       | SDP                     |
| Vice-ministre des Finances iljo Luukka Esko Rekola                                           | 30.11.1975 - 9.4.1976 9.4.1976 - 29.9.1976   |       | Ammattiministeri        |
| Ministre de l'Éducation Paavo Väyrynen                                                       | 30.11.1975 - 29.9.1976                       |       | Parti du centre         |
| Vice-ministre de l'Éducation Kalevi Kivistö                                                  | 30.11.1975 - 29.9.1976                       |       | SKDL                    |
| Ministre de l'Agriculture Heimo Linna                                                        | 30.11.1975 - 29.9.1976                       |       | Parti du centre         |
| Ministre des transports et des travaux publics Eero Rantala                                  | 30.11.1975 - 29.9.1976                       |       | SKDL                    |
| Ministre du commerce et de l'industrie Kusti Eskola                                          | 9.7.1953 - 30.10.1953                        |       | SDP                     |
| Ministre des Affaires sociales Irma Toivanen                                                 | 30.11.1975 - 29.9.1976                       |       | Parti libéral populaire |
| Vice-ministre des Affaires sociales Pirkko Työläjärvi                                        | 30.11.1975 - 29.9.1976                       |       | SDP                     |
| Ministre de l'emploi Paavo Aitio                                                             | 30.11.1975 - 29.9.1976                       |       | SKDL                    |